# Molukańczycy
Molukańczycy – autochtoniczne grupy etniczne zamieszkujące archipelag Moluków, od 1950 r. wchodzący w skład Republiki Indonezji (prowincje Moluki i Moluki Północne). Posługują się językami austronezyjskimi lub niespokrewnionymi językami papuaskimi z rodziny północnohalmaherskiej. Termin „Molukańczycy” określa ogół grup językowych i etnicznych zamieszkujących wyspy Moluki.
Pierwotnymi mieszkańcami Moluków były ludy o pochodzeniu melanezyjskim bądź papuaskim. Sytuacja zmieniła się drastycznie wraz z migracją ludności austronezyjskiej. Ludy austronezyjskie przesiedliły i częściowo zasymilowały się z populacją melanezyjską w okresie ok. 2000 roku p.n.e. Później wśród Molukańczyków pojawiły się geny holenderskie, chińskie, portugalskie, hiszpańskie, arabskie i angielskie. Była to konsekwencja kolonizacji, a także małżeństw zawieranych z zagranicznymi kupcami w średniowieczu i europejskimi żołnierzami podczas wojny światowej. Na etnogenezę populacji molukańskiej wpłynęli także nieliczni potomkowie Niemców (zwłaszcza na wyspie Ambon), wraz z przybywaniem protestanckich misjonarzy począwszy od XV wieku.
Cechy fizyczne Molukańczyków nie są zasadniczo zgodne z klasyfikacją językową. Mieszkańcy północnych Moluków albo reprezentują typ indonezyjski (m.in. papuaskojęzyczne ludy Ternate, Tidore, Galela), albo wykazują cechy fizyczne kojarzone z ludnością papuaską (ludy austronezyjskie południowej Halmahery). Na centralnych i południowych Molukach typ fizyczny waha się od indonezyjskiego (np. w archipelagu Tanimbar, na wyspach Ambon, Seram i Buru) do papuaskiego (np. na wyspach Aru). Ludność północnej części Moluków (prowincja Moluki Północne) wyznaje przede wszystkim islam, w centralnej części wysp wyznawcy islamu i chrześcijaństwa mają mniej więcej równy udział w populacji, a na południowym wschodzie przeważa chrześcijaństwo. Mieszkańcy północnych Moluków stosunkowo wcześnie przyjęli islam, a chrześcijaństwo (katolicyzm i protestantyzm) było szerzone przez Portugalczyków i Holendrów.
Niewielka populacja Molukańczyków (ok. 45 tys.) zamieszkuje Holandię. Grupa ta składa się głównie z potomków żołnierzy Królewskiej Armii Holenderskich Indii Wschodnich, którzy pierwotnie zdecydowali się osiedlić w Holandii tylko na pewien czas, ale ostatecznie zostali zmuszeni do pozostania. Pozostałą część tworzą Molukańczycy służący w holenderskiej marynarce wojennej i ich potomkowie, a także osoby, którzy przybyły do Holandii z zachodnich terenów Nowej Gwinei, gdy ta część wyspy została przekazana Indonezji. Znakomita większość Molukańczyków nadal zamieszkuje wyspy Moluki oraz pobliskie regiony archipelagu indonezyjskiego, takie jak Papua Zachodnia, Timor Zachodni, Celebes Północny, Bali i Jawa.